# Al-Anʿām
Al-Anʿām (arabisch الأنعام ‚Das Vieh‘) ist die sechste Sure des Koran. Sie umfasst 165 Verse und ist damit die siebtlängste Sure, deren Entstehung zu den mekkanischen Suren mit medinensischen Einschüben gezählt wird. Nach chronologischer Zählung ist sie die 89. Sure von 114 und wird der 3. Periode in Mekka zugeordnet, mit Ausnahme einiger Verse, die historisch aus der Periode in Medina stammen. Über die Zuordnung der Verse, die in Medina offenbart wurden gibt es unterschiedliche Angaben: ein Vers, zwei Verse, drei Verse, sechs Verse bzw. insgesamt neun Verse, jeweils mit verschiedenen Varianten.

## Inhalt
Gott ist im Koran mehrfach als فاطر / fāṭir / ‚Schöpfer‘ genannt, hier in Sure 6 Vers 14. vgl. auch Fitra.
Sure 6:38 beschreibt, dass auch Tiere und Dschinn in der Umma (der muslimischen Gemeinschaft) zusammengeschlossen sind.
Der Koran nennt 20 Figuren der Bibel, die dort nicht alle als Propheten gelten, als Vorläufer Mohammeds. Besonders Abraham, der „Freund Gottes“, ist für den Koran Vorbild des wahren Gläubigen. Er habe – wie auch nachbiblische jüdische Überlieferung erzählt – erkannt, dass Gott mächtiger als Gestirne ist (Sure 6,78 f).
Nafs, der arabische Begriff für Seele, erscheint in Vers 93, nach welchem die Engel am Tag des Gerichts ihre Hände nach den Frevlern ausstrecken, die in den Abgründen des Todes schweben, und ihnen zurufen: „Gebt Eure Seelen heraus“ (aḫriǧū anfusakum).
In Sure 6:101 wird eine Verbindung zur christlichen Dreifaltigkeit hergestellt: „Der Schöpfer des Himmels und der Erde, woher sollte Er ein Kind haben, wo Er keine Gefährtin hat?“.
Der Begriff Islām kommt im Koran acht Mal vor. An mehreren Stellen wird herausgestellt, dass die Annahme des Islams Zeichen göttlicher Erwählung ist. Sie tritt dadurch ein, dass Gott den betreffenden Menschen rechtleiten will und ihm die Brust weitet (Sure 6:125)
Sure 6:145 stellt speziell für den Verzehr von unreinem Fleisch bei drohendem Hungertod eine Ausnahmeregelung nach dem Darūra-Prinzip dar.